# Новикова, Наталья Михайловна
Новикова, Наталья Михайловна (р. 8 марта 1953 года, Москва) — русский учёный-математик, специалистка в области исследования операций, численных методов оптимизации, сетевых задач, д.ф.-м.н. (1992), профессор ВМК МГУ (2006), главный научный сотрудник ВЦ ФИЦ ИУ РАН, член редколлегий ряда известных математических журналов, учёный секретарь Российского общества исследования операций, член экспертной комиссии ВАК РФ.

## Биография
Наталья Новикова родилась в семье инженеров. Отец — Михаил Евгеньевич Новиков (1925—2005 гг.), к.т. н., много лет трудился в ОКБ МЭИ, участвовал в создании телеметрических систем на ракетах С. П. Королёва, за изобретательскую деятельность был награждён орденом Ленина.
Мама — Новикова (Цветкова) Галина Васильевна (1925—1999 гг.) — работала в ФИАНе, обслуживала ускоритель ядерных частиц начиная с этапа его строительства.
Видимо, поэтому инженерные расчёты с детства вдохновляли и привлекали как Наталью, так и её младшую сестру Александру.
В 1970 г. Н. М. Новикова окончила физико-математическую школу № 2 г. Москвы и поступила на факультет вычислительной математики и кибернетики МГУ им. М. В. Ломоносова. После второго курса она, по совету отца, выбрала кафедру исследования операций, которой тогда руководил её основатель, проф. Ю. Б. Гермейер. Юрий Борисович предложил Наталье Михайловне заняться играми с запрещёнными ситуациями (возникновение которых приводит к катастрофическим последствиям для всех участников игры). Наталье Михайловне удалось найти гарантированные оценки выигрышей игроков в условиях их взаимной информированности, а по итогам своей дипломной работы она опубликовала свою первую статью в «Журнале вычислительной математики и математической физики» .
С отличием окончив факультет в 1975 г., Н. М. Новикова в том же году поступила в очную аспирантуру на кафедру исследования операций по специальности «математическая кибернетика». В связи с кончиной Ю. Б. Гермейера в 1975 г. её научным руководителем стал новый зав. кафедрой (позже академик РАН) Павел Сергеевич Краснощёков.
Под его руководством она подготовила и в 1979 г. успешно защитила диссертацию на тему «Вопросы принятия решений в иерархических системах управления, допускающих коллективные действия», где ею была развита теория иерархических игр многих лиц в предположении возможности для игроков неявных коалиций, исследована теория информационных расширений таких игр, найдены оптимальные стратегии управляющего центра в системе многих участников и общие формулы оптимальной иерархической структуры системы.
В 1979 г. Н. М. Новикову пригласили на работу в ВЦ АН СССР в отдел исследования операций (м.н.с. (1979—1986), н.с. (1986—1989), с. н. с. (1989—1992), ведущий научный сотрудник (с 1992)), где она приступила к изучению многопользовательских потоковых сетевых систем, к которым относятся транспортные системы, телефонные, информационно-вычислительные и топливно-энергетические сети. Для возникающих здесь задач многокритериальной оптимизации в условиях неопределённости Наталья Михайловна предложила новое определение гарантированного результата — векторный максимин. На основе этой плодотворной идеи Наталье Михайловне удалось подготовить четырёх кандидатов наук.
В 1992 г. Н. М. Новикова защитила докторскую диссертацию «Итеративные стохастические методы решения вариационных задач математической физики и исследования операций», в которой разработала общую схему построения стохастических методов негладкой выпуклой оптимизации в гильбертовом пространстве на базе идеи итеративной аппроксимации в комбинации с итеративными штрафованием и регуляризацией. Также были получены условия согласования управляющих параметров, обеспечивающие при использовании стохастических квазиградиентов в аппроксимированных конечномерных пространствах сильную сходимость в исходном пространстве. Были построены сильно сходящиеся алгоритмы для решения ряда задач математической физики и исследования операций, в том числе задачи упруго-пластического кручения, оптимального управления системами уравнений в частных производных, поиска седловой точки и минимакса в функциональном пространстве, оптимизации интеграла по мере в гильбертовом пространстве и т. п. Были доказаны соответствующие теоремы сходимости.
В конце 90-х гг. Н. М. Новикова занялась внедрением теории исследования операций в электроэнергетику, заинтересовалась задачей построения правил распределённых аукционов, в частности для сетевых систем, созданием модели конкурентных рыночных отношений в электроэнергетике. В этой прикладной области ею также были достигнуты заметные успехи.

## Научно-организаторская деятельность
Наталья Михайловна Новикова входит в состав редколлегии журнала Известия РАН «Теория и системы управления», является учёным секретарём диссертационного совета при ФИЦ ИУ РАН и членом диссертационного совета на факультете ВМК МГУ им. М. В. Ломоносова, а также заместителем председателя экспертного совета по математике и механике ВАК РФ.
Н. М. Новикова — Учёный секретарь Российского научного общества исследования операций, член Ассоциации математического программирования и Европейского математического общества.

## Участие в подготовке научных кадров
С 1986 г. Н. М. Новикова трудится в МГУ на кафедре исследования операций (по совместительству) в должностях доцента (1986—2003), профессора (с 2003).
Читает лекционный курс «Методы оптимизации» и руководит спецсеминаром «Оптимизация и исследование операций».
Под её научным руководством защищено 8 кандидатских диссертаций, подготовлено много дипломных работ студентов ВМК.

## Основные научные труды
Н. М. Новикова — автор более 100 печатных работ, из которых основными считаются следующие:
1. Iterative Stochastic Methods for Solving Variational Problems of Mathematical Physics and Operations Research // J. of Math. Sciences (Contemprorary Mathematics and Its Applications, v.3), New York — London, Plenum Publ. Corp., 1994, N 1, pp. 1—125;
2. Дискретные и непрерывные задачи оптимизации (основные сведения по теории и методам решения) — М.: ВЦ РАН, 1996;
3. Модели неопределённости в многопользовательских сетях — М.: Эдиториал УРСС, 1999 (соавт. Малашенко Ю. Е.);
4. Итеративная аппроксимация для задач выпуклой оптимизации с операторными ограничениями в гильбертовом пространстве // ЖВМ и МФ, 2000, т. 40, № 5 (соавт. Давидсон М. Р.)
5. Кратный векторный минимакс // ЖВМ и МФ, 2000, т.40, № 10 (соавт. Поспелова И. И., Семовская А. С.)
6. Многокритериальные игры двух лиц с противоположными интересами // ЖВМ и МФ, 2002, т. 42, № 10, с. 1487—1502. (соавт. Крейнес Е. М., Поспелова И. И.)
7. Математическая модель конкурентного оптового рынка электроэнергии в России // Изв. РАН сер. ТИСУ, 2004, № 3 (в соавт. с М. Р. Давидсоном, Ю. В. Догадушкиной и др.)
8. Multicriterial Decision Making Under Uncertainty // Math. Prog., 2002, ser. B 92, pp. 537—554 (соавт. Поспелова И. И.).
9. Математическая модель управления энергосистемой в условиях конкурентного оптового рынка электроэнергии и мощности в России // Изв. РАН, сер. ТИСУ, 2009, № 2, с. 84—94. (соавт. Давидсон М. Р., Догадушкина Ю. В. и др.).